# The Power (пісня Ванесси Аморозі)
«The Power» — четвертий сингл першого студійного альбому австралійської співачки Ванесси Аморозі — «The Power». В Австралії сингл вийшов 11 грудня 2000. На Australian Singles Chart посів 8 місце. В Австралії пісня отримала Золото (ARIA).
На CD містяться два головний сингла: «The Power» і «Everytime I Close My Eyes».

## Список пісень
| Подвійний сингл («The Power»/«Everytime I Close My Eyes») | Подвійний сингл («The Power»/«Everytime I Close My Eyes») | Подвійний сингл («The Power»/«Everytime I Close My Eyes») |
| #                                                         | Назва                                                     | Тривалість                                                |
| --------------------------------------------------------- | --------------------------------------------------------- | --------------------------------------------------------- |
| 1.                                                        | «The Power»                                               | 3:34                                                      |
| 2.                                                        | «Everytime I Close My Eyes»                               | 3:45                                                      |
| 3.                                                        | «The Power» (альтернативна версія)                        |                                                           |
| 4.                                                        | «The Power» (спайсед мікс)                                |                                                           |
| 5.                                                        | «Absolutely Everybody» (музичне відео)                    |                                                           |

## Музичне відео
Ванесса зустрічається з її янголом-охоронцем, який пояснює їй, чого життя варте.

## Чарти
| Чарт (2000)                    | Місце |
| ------------------------------ | ----- |
| Австралія ARIA Singles Chart   | 87    |
| Австралія Artist Singles Chart | 7     |